# Майкл Брейль
Майкл Брейль (англ. Michael Brehl; нар. 7 січня 1955, Торонто, Канада) — канадійський священник, редемпторист, архимандрит Згромадження редемптористів (2009—2022).

## Життєпис
Народився в Торонто (Канада) 7 січня 1955 року в сім'ї ревних католиків. Про редемптористів дізнався в часі праці з бідними.
На свято Успіння, 15 серпня 1976 року, склав перші обіти, а 3 березня 1980 року був висвячений на священника. У цей час він був членом провінції Торонто, де працював на парафії, був відповідальний за формування новиків і студентів, а також виконував адміністративні функції.
У 2002 році обраний протоігуменом об'єднаних канадських двомовних провінцій Едмонтон-Торонто. Активно брав участь у справах світової Конгрегації редемптористів, зокрема допоміг в організації підготовки та проведення Генеральних Капітул у 2003 та 2009 роках.
На Генеральній Капітулі 2009 року був обраний архимандритом Згромадження редемптористів, а 9 листопада 2016 року повторно обраний на цю посаду і виконував це служіння до 2022 року.
Вільно володіє англійською та французькою мовами, вивчив італійську та здатний порозумітися іспанською та португальською мовами.